# Nati nel 1934/Senza giorno specificato
| Questa pagina contiene informazioni ricavate automaticamente dalle voci biografiche con l'ausilio del template Bio e di un bot. L'aggiornamento è periodico e automatico e ricostruisce completamente la pagina. Se manca una persona in questa lista, sei pregato di non aggiungerla, ma accertati piuttosto che la sua voce biografica contenga il template Bio e che i dati anagrafici siano correttamente compilati. Se il template Bio manca, inseriscilo tu stesso o, in alternativa, metti l'avviso {{tmp\|Bio}} che ne segnala la mancanza. Se i dati riportati sono sbagliati, correggi direttamente la voce biografica; le modifiche saranno visibili in questa lista entro pochi giorni. Per chiarimenti vedi il progetto biografie. La lista contiene solo le 93 persone che sono citate nell'enciclopedia e per le quali è stato implementato correttamente il template Bio. Pagina aggiornata al 18 ago 2025. |

- Mongkol Aimmanolrom, ex cestista thailandese
- Massimo Anderson, politico italiano († 2021)
- Lucilla Bassotti, matematica italiana († 2019)
- Fausto Battelli, pittore e fotoreporter italiano († 2018)
- Gianni Bertoncin, attore e doppiatore italiano († 2021)
- Phyllis Bird, biblista e docente statunitense
- Diego Birelli, grafico, fotografo e pittore italiano († 2011)
- Brian Reynold Bishop, linguista inglese
- Willi Burger, armonicista italiano
- T. Colin Campbell, biochimico e nutrizionista statunitense
- Luciano Capitanio, fumettista italiano († 1969)
- Roger Carter, matematico statunitense († 2022)
- Gianni Casciello, musicista, polistrumentista e compositore italiano († 2018)
- Jean Chakir, fumettista francese
- Chien Kok-ching, ex cestista taiwanese
- Jaroslav Chocholáč, ex cestista cecoslovacco
- Saro Coci, calciatore e allenatore di calcio italiano († 1995)
- Teodoro Corrà, attore, sceneggiatore e produttore cinematografico italiano († 1996)
- Antigone Costanda, modella, attrice e imprenditrice egiziana
- Angelo Cozzi, fotografo e fotoreporter italiano
- Giorgio Dal Canto, pittore italiano († 2016)
- Myriam De Cesco, giornalista italiana
- Carmen De Min, antifascista e attivista italiana († 2022)
- Pino Dell'Orco, illustratore e pittore italiano († 2013)
- Theodore Drange, filosofo statunitense
- Françoise Dunand, storica francese
- Franco Estil, ballerino e coreografo italiano († 1998)
- Jeanne Favret-Saada, etnologa francese
- Mario Francesconi, pittore e scultore italiano
- Gary William Friedman, compositore e direttore d'orchestra statunitense
- Juan Gargurevich, giornalista e docente peruviano
- Paolo Gasparini, fotografo italiano
- Soulis Georgiades, regista, sceneggiatore e produttore cinematografico greco († 1997)
- Kenneth Gergen, psicologo statunitense
- Hector Gervais, giocatore di curling canadese († 1997)
- Tilde Giani Gallino, psicologa e fotografa italiana
- James Gill, pittore statunitense
- Ablade Glover, artista ghanese
- Manouchehr Hezarkhani, politico, scrittore e attivista iraniano († 2022)
- Yitzhak Katznelson, matematico israeliano
- Ervin Keszei, ex cestista ungherese
- Jack Dean Kingsbury, biblista e teologo statunitense
- Cherif Labidi, attore tunisino († 2020)
- Ed Laschuk, cestista canadese († 2017)
- George Lilanga, pittore e scultore tanzaniano († 2005)
- Ennio Lorenzini, regista italiano († 1982)
- Henry Zvi Lothane, psichiatra e psicoanalista statunitense
- Simon Lévy, attivista, linguista e antropologo marocchino († 2011)
- Giancarlo Maestri, attore, doppiatore e direttore del doppiaggio italiano († 1995)
- Vincenzo Mantovani, traduttore e scrittore italiano
- Gianni Materazzo, scrittore italiano
- Milutin Minja, ex cestista e allenatore di pallacanestro jugoslavo
- Nunzia Monanni, giornalista e scrittrice italiana († 2009)
- Gérard Mussies, insegnante olandese
- Dora Musumeci, pianista italiana († 2004)
- Mam Nay, politico e criminale di guerra cambogiano
- Ahmed Nazir, ex nuotatore pakistano
- Giulio Giuseppe Negri, giornalista italiano († 2019)
- Luciano Parinetto, filosofo italiano († 2001)
- Ernesto Pascale, manager e pittore italiano († 2005)
- María Pastorino, cestista argentina († 2011)
- Luca Maria Patella, artista, fotografo e scrittore italiano († 2023)
- Ke Pauk, rivoluzionario e politico cambogiano († 2002)
- Vera Pegna, traduttrice, attivista e scrittrice italiana
- Berto Pelosso, sceneggiatore e regista italiano († 2019)
- Sergio Penazzi, fagottista e direttore d'orchestra italiano († 1979)
- Marco Perazzolli, pittore italiano († 1988)
- Vettor Pisani, pittore, architetto e drammaturgo italiano († 2011)
- Rosalía Polizzi, regista cinematografica e sceneggiatrice argentina († 2011)
- Obren Popović, ex cestista jugoslavo
- Josiane Pouy, modella francese
- Qian Chenghai, cestista e allenatore di pallacanestro cinese († 2008)
- Makkolath Rajan, allenatore di pallacanestro indiano († 2017)
- Maria Luisa Rolando, attrice italiana
- Robert Russell, schermidore statunitense († 1999)
- Özer Salnur, cestista turco († 1995)
- Angelo Saponara, fotografo italiano († 2010)
- Abdel Vares Sharraf, ex ginnasta egiziano
- 'Abd al-Rahman Suwwar al-Dhahab, generale e politico sudanese († 2018)
- Fulvio Tolusso, regista italiano († 1977)
- Pietro Trimarchi, giurista italiano
- Tsin Ting, cantante, attrice e doppiatrice taiwanese († 2022)
- Turki II bin Abd al-Aziz Al Sa'ud, principe, politico e imprenditore saudita († 2016)
- Titus Vossberg, scenografo e costumista tedesco († 2006)
- Ingeborg Walter, storica, scrittrice e traduttrice tedesca
- Yun Yat, politica e rivoluzionaria cambogiana († 1997)
- Giovanni Giuseppe Zandano, economista italiano († 2022)
- Jože Zupančić, ex cestista jugoslavo
- Fawwaz bin Abd al-Aziz Al Saud, principe, politico e imprenditore saudita († 2008)
- Badr bin Sa'ud Al Sa'ud, principe e politico saudita († 2004)
- Hans von Klier, designer cecoslovacco († 2000)
- Masaaki Ōsumi, regista giapponese
- Vitalij Šlykov, agente segreto e politico russo († 2011)